# Mexitrichia velasquezi
Mexitrichia velasquezi är en nattsländeart som beskrevs av Oliver S. Flint Jr. 1991. Mexitrichia velasquezi ingår i släktet Mexitrichia och familjen stenhusnattsländor. Inga underarter finns listade i Catalogue of Life.